# Krötenkopfagamen
Die Krötenkopfagamen (Phrynocephalus) sind eine Agamengattung, die von der Arabischen Halbinsel über Mittelasien bis in die Mongolei und nach Nordost-China vorkommen. Fast alle Arten leben in trockenen Gebieten. Phrynocephalus theobaldi lebt im Himalaya bis in Höhen von 5000 Metern und hat damit den höchsten Lebensraum unter allen Reptilien.

## Merkmale
Der Kopf der Krötenkopfagamen ist rund und deutlich vom abgeflachten Körper abgesetzt. Ihre Nasenlöcher sind klein und oft nur Spalten, das Trommelfell ist beschuppt, die Augenlider sind ebenfalls von Schuppen bedeckt und wulstig. Meist sind die Tiere von brauner oder grauer Farbe. Die kleinsten Arten erreichen nur eine Länge von 5 cm, während die größten wie der Bärtige Krötenkopf (Phrynocephalus mystaceus) oder der Gefleckte Krötenkopf (Phrynocephalus maculatus) ausgewachsen eine Länge von ca. 24 cm besitzen, wobei der Schwanz die Hälfte der Länge einnimmt.

## Arten

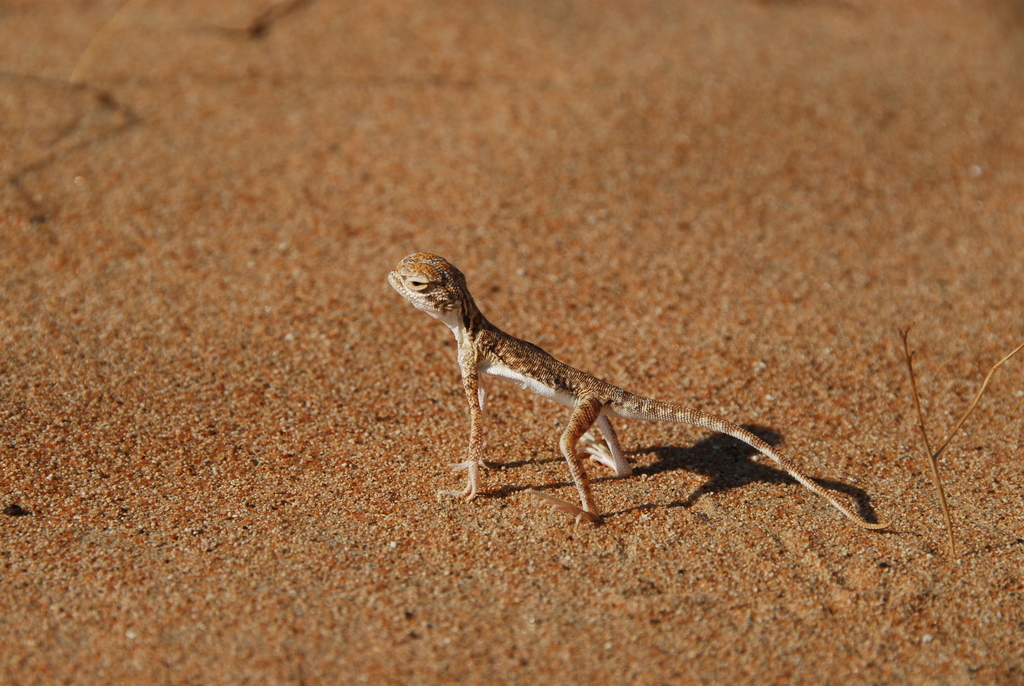
Phrynocephalus arabicus

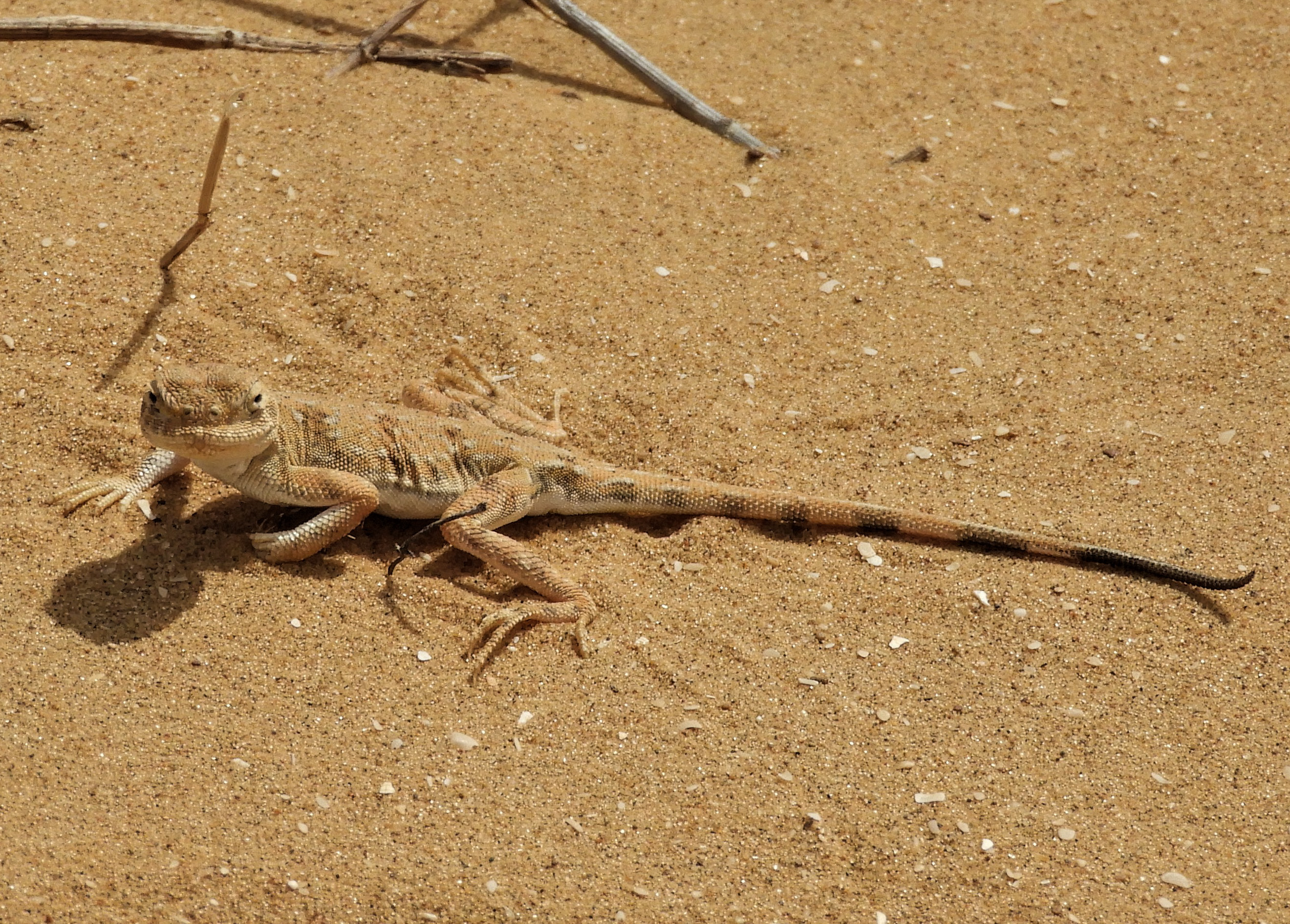
Phrynocephalus guttatus

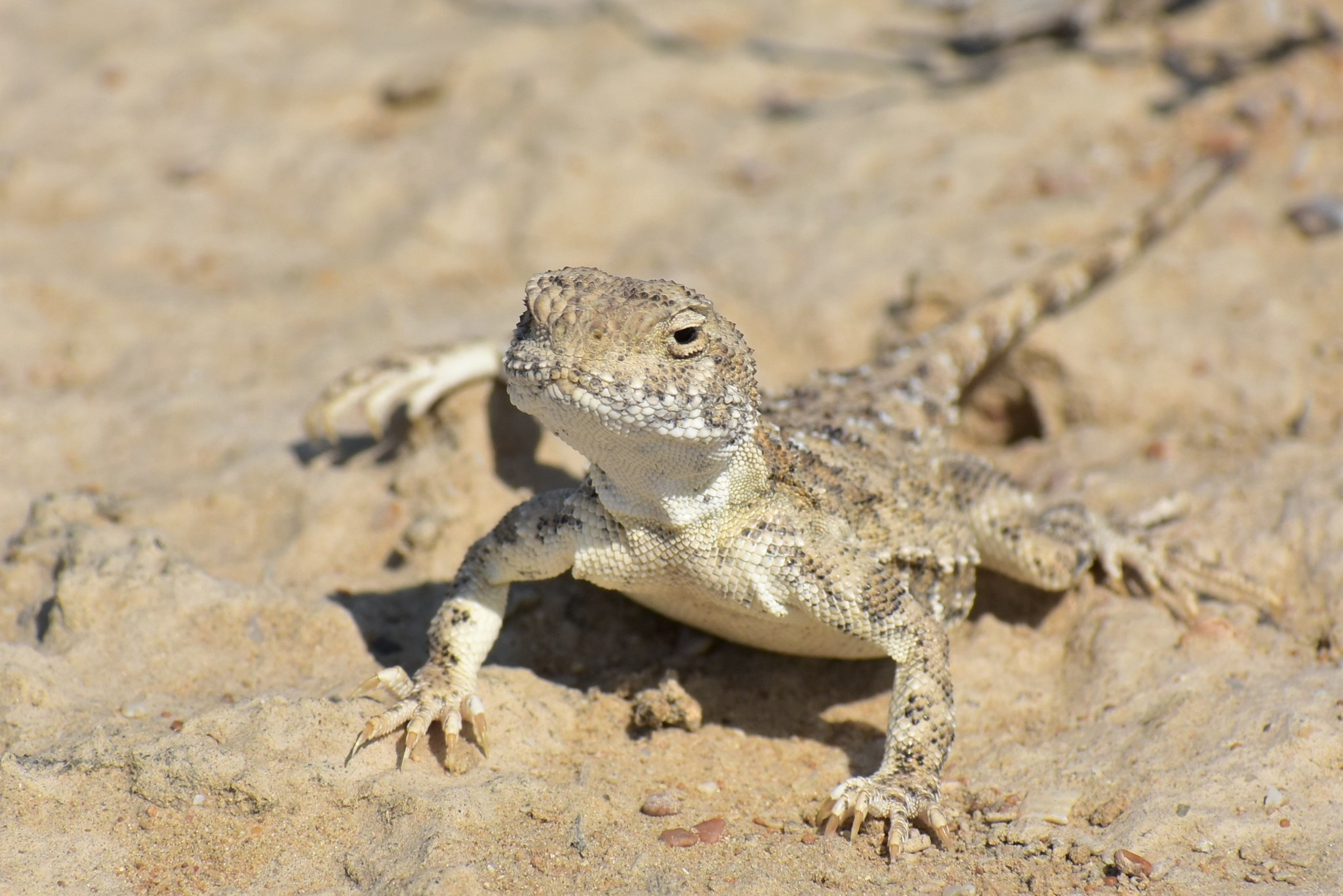
Phrynocephalus helioscopus

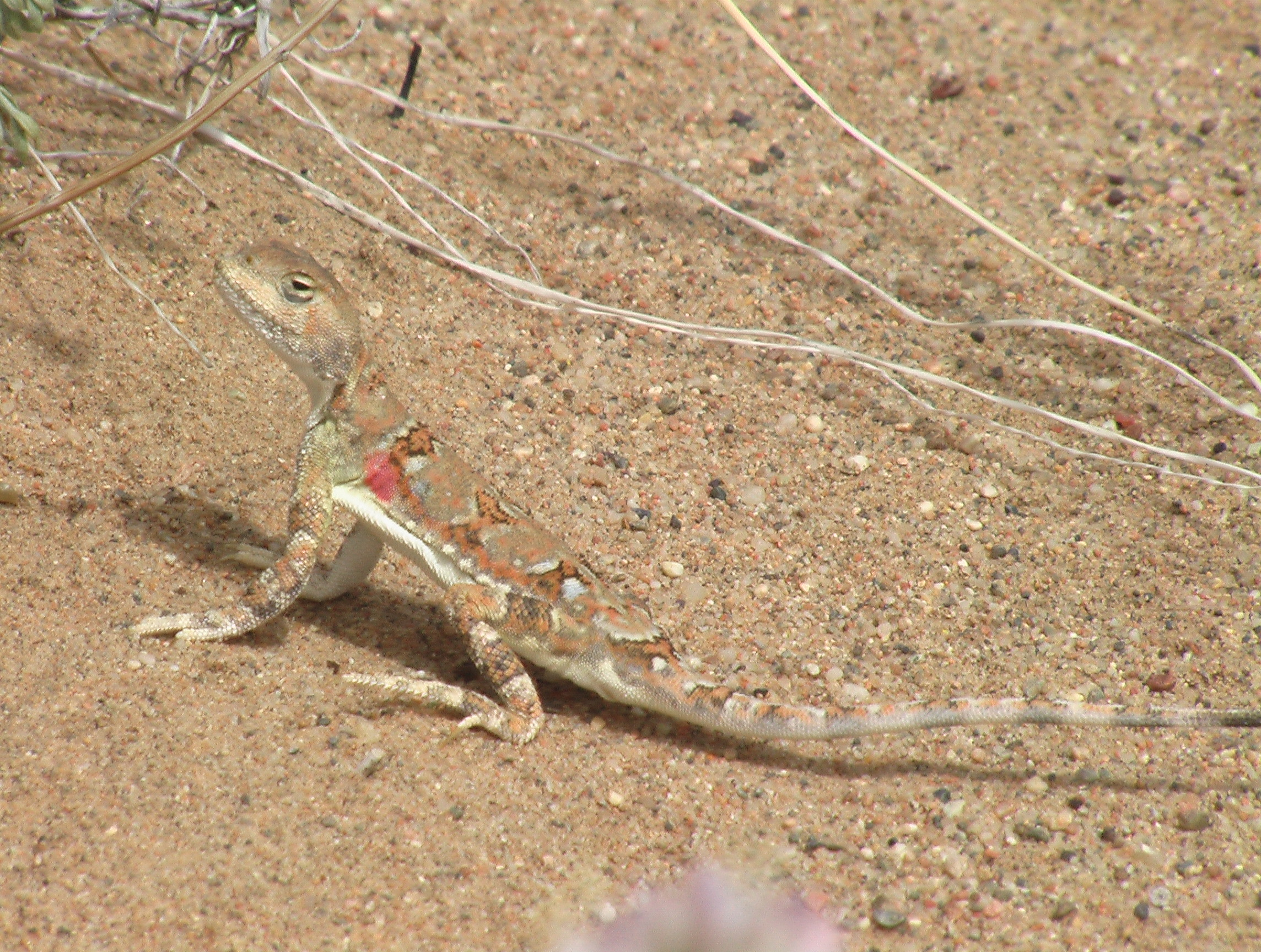
Mongolischer Krötenkopf (Phrynocephalus versicolor)

Zur Gattung der Krötenkopfagamen gehören derzeit folgende 31 rezente Arten:
- Phrynocephalus ahvazicus Melnikov, Melnikova, Nazarov, Rajabizadeh, Al-Johany, Amr & Ananjeva, 2014
- Phrynocephalus ananjevae Melnikov, Melnikova, Nazarov & Rajabizadeh, 2013
- Phrynocephalus arabicus Anderson, 1894
- Phrynocephalus axillaris Blanford, 1875
- Phrynocephalus clarkorum Anderson & Leviton, 1967
- Phrynocephalus erythrurus Zugmayer, 1909
- Phrynocephalus euptilopus Alcock & Finn, 1897
- Phrynocephalus forsythii Anderson, 1872
- Phrynocephalus frontalis Strauch, 1876
- Phrynocephalus golubewii Shenbrot & Semyonov, 1990
- Gefleckter Krötenkopf (Phrynocephalus guttatus (Gmelin, 1789))
- Sonnengucker (Phrynocephalus helioscopus (Pallas, 1773))
- Phrynocephalus interscapularis Lichtenstein, 1856
- Phrynocephalus lutensis Kamali & Anderson, 2015
- Phrynocephalus luteoguttatus Boulenger, 1887
- Phrynocephalus maculatus Anderson, 1872
- Bärtiger Krötenkopf (Phrynocephalus mystaceus (Pallas, 1776))
- Phrynocephalus ornatus Boulenger, 1887
- Phrynocephalus persicus De Filippi, 1863
- Phrynocephalus przewalskii Strauch, 1876
- Phrynocephalus putjatae Bedriaga, 1909
- Phrynocephalus raddei Boettger, 1888
- Phrynocephalus reticulatus Eichwald, 1831
- Phrynocephalus roborowskii Bedriaga, 1907
- Phrynocephalus rossikowi Nikolsky, 1898
- Phrynocephalus sakoi Melnikov, Melnikova, Nazarov, Al-Johany & Ananjeva, 2015
- Phrynocephalus scutellatus (Olivier, 1807)
- Phrynocephalus strauchi Nikolsky, 1899
- Phrynocephalus theobaldi Blyth, 1863
- Mongolischer Krötenkopf (Phrynocephalus versicolor Strauch, 1876)
- Phrynocephalus vlangalii Strauch, 1876